# Clay Guida
Clayton Charles «Clay» Guida (Round Lake, Illinois; 8 de diciembre de 1981) es un artista marcial mixto estadounidense que actualmente compite en la categoría de peso pluma en Ultimate Fighting Championship. Fue el campeón inaugural de peso ligero de Strikeforce.

## Carrera en artes marciales mixtas

### Ultimate Fighting Championship

#### Baja al peso pluma
Guida descendió a la división pluma y se enfrentó a Hatsu Hioki el 26 de enero de 2013 en UFC on Fox 6. Guida derrotó a Hioki por decisión dividida.
Guida se enfrentó a Chad Mendes el 31 de agosto de 2013 en UFC 164. Mendes derrotó a Guida por nocaut técnico, siendo esta la primera vez que lo noquean en toda su carrera profesional.
Guida se enfrentó a Tatsuya Kawajiri el 11 de abril de 2014 en UFC Fight Night 39. Guida ganó la pelea por decisión unánime. Tras el evento, ambos peleadores ganaron el premio a la Pelea de la Noche.
Guida se enfrentó a Dennis Bermúdez el 26 de julio de 2014 en UFC on Fox 12. Guida perdió la pelea por sumisión en la segunda ronda.
El 4 de abril de 2015, Guida se enfrentó a Robbie Peralta en UFC Fight Night 63. Guida ganó la pelea por decisión unánime.
El 7 de noviembre de 2015, Guida se enfrentó a Thiago Tavares en UFC Fight Night 77. Guida perdió la pelea por sumisión en 39 segundos.
Guida se enfrentó a Brian Ortega el 4 de junio de 2016 en UFC 199. Guida perdió la pelea por nocaut técnico en la tercera ronda.
Se enfrentó a Erik Koch el 25 de junio de 2017 en UFC Fight Night: Chiesa vs. Lee. Ganó el combate por decisión unánime.
Guida se enfrentó a Joe Lauzon el 11 de noviembre de 2017 en UFC Fight Night: Poirier vs. Pettis. Ganó por TKO en el primer asalto.
Se esperaba que Guida se enfrentara a Bobby Green el 9 de junio de 2018 en UFC 225. Sin embargo, Green se retiró del combate alegando una lesión y fue sustituido por Charles Oliveira. Guida perdió el combate por sumisión por guillotina en el primer asalto.
Guida se enfrentó al ex campeón de dos divisiones de la UFC B.J. Penn el 11 de mayo de 2019 en UFC 237. Ganó el combate por decisión unánime.
El 28 de junio de 2019 se anunció que la pelea entre Guida y Diego Sánchez en The Ultimate Fighter 9 Finale, donde Sánchez derrotó a Guida por decisión dividida, el 20 de junio de 2009, será honrada para entrar en el Salón de la Fama de la UFC durante la pelea internacional de julio de 2019.
Guida se enfrentó a Jim Miller el 3 de agosto de 2019 en UFC on ESPN: Covington vs. Lawler. Perdió el combate por sumisión técnica debido a un estrangulamiento por guillotina en el primer minuto del primer asalto.
Guida se enfrentó a Bobby Green el 20 de junio de 2020 en UFC Fight Night: Blaydes vs. Volkov. Perdió el combate por decisión unánime.
Como primera pelea de su nuevo contrato de cuatro combates, Guida se enfrentó a Michael Johnson el 6 de febrero de 2021 en UFC Fight Night: Overeem vs. Volkov. Ganó el combate por decisión unánime.
Guida se enfrentó a Mark Madsen el 21 de agosto de 2021 en UFC on ESPN: Cannonier vs. Gastelum. Perdió el combate por decisión dividida.

## Patrocinadores
Guida es dirigido por VFD Sports Marketing, una empresa de marketing deportivo que se centra en los atletas de UFC.

## Estilo de lucha
Guida es conocido por su barbilla de hierro, ya que nunca había sido noqueado en un combate, la presión incesante, y la resistencia sin fin.

## Campeonatos y logros
- Ultimate Fighting Championship
  - Pelea de la Noche (Seis veces)
  - Sumisión de la Noche (Tres veces)

- Strikeforce
  - Campeón de Peso Ligero (Una vez, el primero)

- FIGHT! Magazine
  - Pelea del Año (2007)  vs. Roger Huerta

- World MMA Awards
  - Pelea del Año (2009)  vs. Diego Sánchez

- Wrestling Observer Newsletter
  - Pelea del Año (2009)  vs. Diego Sánchez

- Tequila CAZADORES Spirit Award
  - Premio Espíritu Tequila CAZADORES (Dos veces)

## Récord en artes marciales mixtas
| Resultado | Récord | Oponente         | Método                                 | Evento                                   | Fecha                    | Ronda | Tiempo | Localización                | Notas                                               |
| --------- | ------ | ---------------- | -------------------------------------- | ---------------------------------------- | ------------------------ | ----- | ------ | --------------------------- | --------------------------------------------------- |
| Derrota   | 38-24  | Joaquim Silva    | Decisión (unánime)                     | UFC on ESPN: Dariush vs. Tsarukyan       | 2 de diciembre de 2023   | 3     | 5:00   | Austin, Texas               |                                                     |
| Derrota   | 38-23  | Rafa García      | Decisión (unánime)                     | UFC on ESPN: Holloway vs. Allen          | 15 de abril de 2023      | 3     | 5:00   | Kansas City, Misuri         |                                                     |
| Victoria  | 38–22  | Scott Holtzman   | Decisión (dividida)                    | UFC on ESPN: Thompson vs. Holland        | 3 de diciembre de 2022   | 3     | 5:00   | Orlando, Florida            |                                                     |
| Derrota   | 37-22  | Claudio Puelles  | Sumisión (llave de rodilla)            | UFC Fight Night: Lemos vs. Andrade       | 23 de abril de 2022      | 1     | 3:01   | Las Vegas, Nevada           |                                                     |
| Victoria  | 37–21  | Leonardo Santos  | Sumisión (estrangulamiento por detrás) | UFC on ESPN: Font vs. Aldo               | 4 de diciembre de 2021   | 2     | 1:21   | Las Vegas, Nevada           | Actuación de la Noche.                              |
| Derrota   | 36–21  | Mark Madsen      | Decisión (dividida)                    | UFC on ESPN: Cannonier vs. Gastelum      | 21 de agosto de 2021     | 3     | 5:00   | Las Vegas, Nevada           |                                                     |
| Victoria  | 36–20  | Michael Johnson  | Decisión (unánime)                     | UFC Fight Night: Overeem vs. Volkov      | 6 de febrero de 2021     | 3     | 5:00   | Las Vegas, Nevada           |                                                     |
| Derrota   | 35–20  | Bobby Green      | Decisión (unánime)                     | UFC on ESPN: Blaydes vs. Volkov          | 20 de junio de 2020      | 3     | 5:00   | Las Vegas, Nevada           |                                                     |
| Derrota   | 35–19  | Jim Miller       | Sumisión técnica (guillotine choke)    | UFC on ESPN: Covington vs. Lawler        | 3 de agosto de 2019      | 1     | 0:58   | Newark, Nueva Jersey        |                                                     |
| Victoria  | 35–18  | B.J. Penn        | Decisión (unánime)                     | UFC 237                                  | 11 de mayo de 2019       | 3     | 5:00   | Río de Janeiro              |                                                     |
| Derrota   | 34–18  | Charles Oliveira | Sumisión (guillotine choke)            | UFC 225                                  | 9 de junio de 2018       | 1     | 2:18   | Chicago, Illinois           |                                                     |
| Victoria  | 34–17  | Joe Lauzon       | KO (golpes y codazos)                  | UFC Fight Night: Poirier vs. Pettis      | 11 de noviembre de 2017  | 1     | 1:07   | Norfolk, Virginia           |                                                     |
| Victoria  | 33–17  | Erik Koch        | Decisión (unánime)                     | UFC Fight Night: Chiesa vs. Lee          | 25 de junio de 2017      | 3     | 5:00   | Oklahoma City, Oklahoma     |                                                     |
| Derrota   | 32–17  | Brian Ortega     | KO (rodillazo)                         | UFC 199                                  | 4 de junio de 2016       | 3     | 4:40   | Inglewood, California       |                                                     |
| Derrota   | 32–16  | Thiago Tavares   | Sumisión (guillotine choke)            | UFC Fight Night: Belfort vs. Henderson 3 | 7 de noviembre de 2015   | 1     | 0:39   | São Paulo                   |                                                     |
| Victoria  | 32–15  | Robbie Peralta   | Decisión (unánime)                     | UFC Fight Night: Mendes vs. Lamas        | 4 de abril de 2015       | 3     | 5:00   | Fairfax, Virginia           |                                                     |
| Derrota   | 31–15  | Dennis Bermúdez  | Sumisión (rear-naked choke)            | UFC on Fox: Lawler vs. Brown             | 26 de julio de 2014      | 2     | 2:57   | San José, California        |                                                     |
| Victoria  | 31–14  | Tatsuya Kawajiri | Decisión (unánime)                     | UFC Fight Night: Nogueira vs. Nelson     | 11 de abril de 2014      | 3     | 5:00   | Abu Dhabi                   | Pelea de la Noche.                                  |
| Derrota   | 30–14  | Chad Mendes      | TKO (golpes)                           | UFC 164                                  | 31 de agosto de 2013     | 3     | 0:30   | Milwaukee, Wisconsin        |                                                     |
| Victoria  | 30–13  | Hatsu Hioki      | Decisión (dividida)                    | UFC on Fox: Johnson vs. Dodson           | 26 de enero de 2013      | 3     | 5:00   | Chicago, Illinois           | Debut en peso pluma.                                |
| Derrota   | 29–13  | Gray Maynard     | Decisión (dividida)                    | UFC on FX: Maynard vs. Guida             | 22 de junio de 2012      | 5     | 5:00   | Atlantic City, Nueva Jersey |                                                     |
| Derrota   | 29–12  | Benson Henderson | Decisión (unánime)                     | UFC on Fox: Velasquez vs. dos Santos     | 12 de noviembre de 2011  | 3     | 5:00   | Anaheim, California         | Eliminatoria por el título; Pelea de la Noche.      |
| Victoria  | 29–11  | Anthony Pettis   | Decisión (unánime)                     | The Ultimate Fighter 13 Finale           | 4 de junio de 2011       | 3     | 5:00   | Las Vegas, Nevada           |                                                     |
| Victoria  | 28–11  | Takanori Gomi    | Sumisión (guillotine choke)            | UFC 125                                  | 1 de enero de 2011       | 2     | 4:27   | Las Vegas, Nevada           | Sumisión de la Noche.                               |
| Victoria  | 27–11  | Rafael dos Anjos | Sumisión (lesión en la mandíbula)      | UFC 117                                  | 7 de agosto de 2010      | 3     | 1:51   | Oakland, California         |                                                     |
| Victoria  | 26–11  | Shannon Gugerty  | Sumisión (arm-triangle choke)          | UFC Live: Vera vs. Jones                 | 21 de marzo de 2010      | 2     | 3:40   | Broomfield, Colorado        | Sumisión de la Noche.                               |
| Derrota   | 25–11  | Kenny Florian    | Sumisión (rear-naked choke)            | UFC 107                                  | 12 de diciembre de 2009  | 2     | 2:19   | Memphis, Tennessee          |                                                     |
| Derrota   | 25–10  | Diego Sánchez    | Decisión (dividida)                    | The Ultimate Fighter 9 Finale            | 20 de junio de 2009      | 3     | 5:00   | Las Vegas, Nevada           | Pelea de la Noche; Pelea del Año (2009).            |
| Victoria  | 25–9   | Nate Diaz        | Decisión (dividida)                    | UFC 94                                   | 31 de enero de 2009      | 3     | 5:00   | Las Vegas, Nevada           | Pelea de la Noche.                                  |
| Victoria  | 24–9   | Mac Danzig       | Decisión (unánime)                     | UFC Fight Night: Diaz vs. Neer           | 17 de septiembre de 2008 | 3     | 5:00   | Omaha, Nebraska             |                                                     |
| Victoria  | 23–9   | Samy Schiavo     | TKO (golpes)                           | UFC Fight Night: Florian vs. Lauzon      | 2 de abril de 2008       | 1     | 4:15   | Broomfield, Colorado        |                                                     |
| Derrota   | 22–9   | Roger Huerta     | Sumisión (rear-naked choke)            | The Ultimate Fighter 6 Finale            | 8 de diciembre de 2007   | 3     | 0:51   | Las Vegas, Nevada           | Pelea de la Noche; Pelea del Año (2007).            |
| Victoria  | 22–8   | Marcus Aurélio   | Decisión (dividida)                    | UFC 74                                   | 25 de agosto de 2007     | 3     | 5:00   | Las Vegas, Nevada           |                                                     |
| Derrota   | 21–8   | Tyson Griffin    | Decisión (dividida)                    | UFC 72                                   | 16 de junio de 2007      | 3     | 5:00   | Belfast                     | Pelea de la Noche.                                  |
| Derrota   | 21–7   | Din Thomas       | Decisión (unánime)                     | UFC Fight Night: Evans vs. Salmon        | 25 de enero de 2007      | 3     | 5:00   | Hollywood, Florida          |                                                     |
| Victoria  | 21–6   | Justin James     | Sumisión (rear-naked choke)            | UFC 64                                   | 14 de octubre de 2006    | 2     | 4:42   | Las Vegas, Nevada           | Sumisión de la Noche.                               |
| Victoria  | 20–6   | Joe Martin       | Decisión (unánime)                     | WEC 23                                   | 17 de agosto de 2006     | 3     | 5:00   | Lemoore, California         |                                                     |
| Derrota   | 19–6   | Yusuke Endo      | Sumisión (armbar)                      | Shooto 2006                              | 21 de julio de 2006      | 1     | 2:47   | Tokio                       |                                                     |
| Derrota   | 19–5   | Gilbert Meléndez | Decisión (dividida)                    | Strikeforce: Revenge                     | 9 de junio de 2006       | 5     | 5:00   | San José, California        | Perdió el Campeonato de Peso Ligero de Strikeforce. |
| Victoria  | 19–4   | Josh Thomson     | Decisión (unánime)                     | Strikeforce: Shamrock vs. Gracie         | 10 de marzo de 2006      | 5     | 5:00   | San José, California        | Ganó el Campeonato de Peso Ligero de Strikeforce.   |
| Derrota   | 18–4   | Tristan Yunker   | Sumisión (rear-naked choke)            | KOTC: Redemption on the River            | 17 de febrero de 2006    | 1     | 1:17   | Moline, Illinois            |                                                     |
| Victoria  | 18–3   | Joe Jordan       | Decisión (unánime)                     | Xtreme Fighting Organization 8           | 10 de diciembre de 2005  | 3     | 5:00   | Lakemoor, Illinois          |                                                     |
| Victoria  | 17–3   | Jeff Carsten     | TKO (lesión)                           | IHC 9: Purgatory                         | 19 de noviembre de 2005  | 1     | 3:01   | Hammond, Indiana            |                                                     |
| Victoria  | 16–3   | Dave Cochran     | Sumisión (rear-naked choke)            | KOTC: Xtreme Edge                        | 17 de septiembre de 2005 | 1     | 2:26   | Indianápolis, Indiana       |                                                     |
| Victoria  | 15–3   | John Strawn      | Sumisión (arm-triangle choke)          | Xtreme Fighting Organization 7           | 27 de agosto de 2005     | 2     | 3:12   | Island Lake, Illinois       |                                                     |
| Victoria  | 14–3   | Jay Estrada      | Sumisión (rear-naked choke)            | Combat Do Fighting Challenge 4           | 13 de agosto de 2005     | 1     | 3:42   | Illinois                    |                                                     |
| Victoria  | 13–3   | Bart Palaszewski | Decisión (unánime)                     | XFO 6: Judgement Day                     | 25 de junio de 2005      | 3     | 5:00   | Lakemoor, Illinois          |                                                     |
| Victoria  | 12–3   | Alonzo Martínez  | Sumisión (arm-triangle choke)          | XKK: Des Moines                          | 20 de mayo de 2005       | 3     |        | Des Moines, Iowa            |                                                     |
| Victoria  | 11–3   | Chris Mickle     | Decisión (unánime)                     | XKK: Des Moines                          | 20 de mayo de 2005       | 3     | 5:00   | Des Moines, Iowa            |                                                     |
| Victoria  | 10–3   | Alex Carter      | Sumisión (golpes)                      | Combat Do Fighting Challenge 3           | 14 de mayo de 2005       | 1     | 2:54   | Illinois                    |                                                     |
| Victoria  | 9–3    | Brandon Adamson  | Sumisión (rear-naked choke)            | Xtreme Fighting Organization 5           | 19 de marzo de 2005      | 1     | 3:02   | Lakemoor, Illinois          |                                                     |
| Victoria  | 8–3    | Billy Guardiola  | Sumisión (ankle lock)                  | Combat Do Fighting Challenge 2           | 5 de febrero de 2005     | 1     |        | Illinois                    |                                                     |
| Victoria  | 7–3    | Dennis Davis     | KO (rodillazo)                         | MMA Mexico Day 2                         | 18 de diciembre de 2004  | 1     |        | Ciudad Juárez               |                                                     |
| Victoria  | 6–3    | Vito Woods       | Sumisión (guillotine choke)            | Xtreme Fighting Organization 4           | 3 de diciembre de 2004   | 2     | 1:19   | McHenry, Illinois           |                                                     |
| Victoria  | 5–3    | Randy Hauer      | TKO (golpes)                           | Extreme Challenge 60                     | 12 de noviembre de 2004  | 1     | 2:25   | Medina, Minnesota           |                                                     |
| Victoria  | 4–3    | Billy Guardiola  | Sumisión (ankle lock)                  | Combat Do Fighting Challenge 1           | 23 de octubre de 2004    | 1     |        | Cicero, Illinois            |                                                     |
| Derrota   | 3–3    | Gabe Lemley      | Sumisión (armbar)                      | XFO 2: New Blood                         | 26 de junio de 2004      | 2     | 0:33   | Fontana, Wisconsin          |                                                     |
| Victoria  | 3–2    | Jed Deno         | Sumisión (estrangulación)              | UCS 2: Battle at the Barn                | 1 de mayo de 2004        | 1     | 3:35   | Rochester, Minnesota        |                                                     |
| Victoria  | 2–2    | Shawn Nolan      | KO (golpes)                            | XKK: Clash in Curtiss 5                  | 3 de abril de 2004       |       |        | Curtiss, Wisconsin          |                                                     |
| Derrota   | 1–2    | Dan Duke         | Decisión                               | XKK: Clash in Curtiss 5                  | 3 de abril de 2004       | 3     | 5:00   | Curtiss, Wisconsin          |                                                     |
| Victoria  | 1–1    | Adam Bass        | Sumisión (rear-naked choke)            | XFO 1: The Kickoff                       | 14 de marzo de 2004      | 1     | 2:53   | Lake Geneva, Wisconsin      |                                                     |
| Derrota   | 0–1    | Adam Copenhaver  | Sumisión (rear-naked choke)            | Silverback Classic 17                    | 26 de julio de 2003      | 1     |        | Ottawa, Illinois            |                                                     |